# Alfie Conn, Jr.
Pour les articles homonymes, voir Conn.
Alfred James Conn, couramment appelé Alfie Conn ou Alfie Conn, Jr. est un footballeur international écossais, né le 5 avril 1952, à Kirkcaldy, Fife. Évoluant au poste de milieu de terrain, il est particulièrement connu pour ses saisons aux Rangers, à Tottenham Hotspur et au Celtic. Il fait partie du Rangers FC Hall of Fame.
Il compte deux sélections en équipe d'Écosse. Son père, Alfie Conn, Sr. (en), fut aussi footballeur international écossais.

## Biographie

### Carrière en club
Natif de Kirkcaldy, Fife, il est le fils d'Alfie Conn, Sr. (en), ancien international écossais et joueur d'Heart of Midlothian.
Il est le premier joueur de l'Après-guerre à avoir joué à la fois pour les Rangers et le Celtic. Il a connu beaucoup de clubs dans sa carrière, et a joué dans 4 championnats différents : en championnat d'Écosse, d'Angleterre, d'Espagne et des États-Unis (avec les San Jose Earthquakes (en) en Ligue nord-américaine de football et deux expériences en showbol avec la Major Indoor Soccer League (en) avec le Spirit de Pittsburgh et les Hartford Hellions (en)).
Son plus haut fait d'armes est d'avoir remporté la Coupe d'Europe des vainqueurs de Coupes en 1972 avec les Rangers.

### Carrière internationale
Alfie Conn, Jr. reçoit 2 sélections en faveur de l'équipe d'Écosse, toutes deux lors du British Home Championship de 1972, la première le 20 mai 1975, pour une victoire 3-0, à l'Hampden Park de Glasgow, contre l'Irlande du Nord et la dernière 4 jours plus tard, le 24 mai 1975, pour une défaite 1-5, à Wembley, contre l'Angleterre. 

## Palmarès
- Rangers :
  - Vainqueur de la Coupe d'Europe des vainqueurs de coupe en 1972

- Heart of Midlothian :
  - Champion de D2 écossaise en 1979-80

- Motherwell :
  - Champion de D2 écossaise en 1981-82
  - Vainqueur de la Lanarkshire Cup (en) en 1983